# Obrada drveta
Obrada drveta je djelatnost ili vještina izrade drvenih predmeta, a uključuje izradu namještaja i rezbarenje. Obradom drveta, koja ima dugu tradiciju, bave se različiti obrtnici: stolari, tesari, izrađivači korita, drvenih kola i dr. Drvo se oduvijek prerađivalo na više načina, pa su se u područjima koja su bila bogata šumama razvili obrti, koji su ga prerađivali.
Uz kamen, glinu i životinjske dijelove, drvo je bilo jedan od prvih materijala s kojima su ljudi radili. Razvoj civilizacije bio je usko povezan s razvojem vještine rada s tim materijalima.
Među ranim nalazima drvenog oruđa su obrađeni štapići iz Engleske. Koplja iz Schöningena u Njemačkoj daju neke od prvih primjeraka drvene lovačke opreme. Za rezbarenje su korišteni kremeni. Od neolitika poznate su rezbarene drvene posude, primjerice iz bunara kulture linearno-trakaste keramike u Njemačkoj.
Primjeri rezbarija iz brončanog doba uključuju stabla, koja su se koristila za izradu lijesova iz sjeverne Njemačke i Danske te drvene sklopive stolice. Arheološko nalazište, Felbach-Schmeiden u Njemačkoj, ima prekrasne primjere drvenih kipova životinja iz željeznog doba. Drveni idoli iz doba La Tène poznati su iz svetišta na izvoru Seine u Francuskoj.
Postoje značajni dokazi o naprednoj obradi drveta u starom Egiptu. Metal koji su Egipćani koristili za alate za obradu drveta prvobitno je bio bakar i na kraju, poslije 2000. godine pr. Kr. bronca, jer obrada željeza bila je nepoznata do mnogo kasnije.
Tesari u tursko doba, vršili su grubu obradu drva i pripremali materijal za izradu kuća, posebno krovova. Kako bi pripremili materijal, velikim sjekirama su rušili debla u šumi, a zatim ih odvlačili u radionice. Koristili su od alata velike pile za obradu drveta. Njima su deblo dodatno obrađivala dva, a ponekad i tri stolara piljenjem. 

## Galerija
- Alat za obradu drveta
- Obrada drveta oko 1425.
- Bušenje drvene vodovodne cijevi
- Hoblanje drva